# Witkraagduif

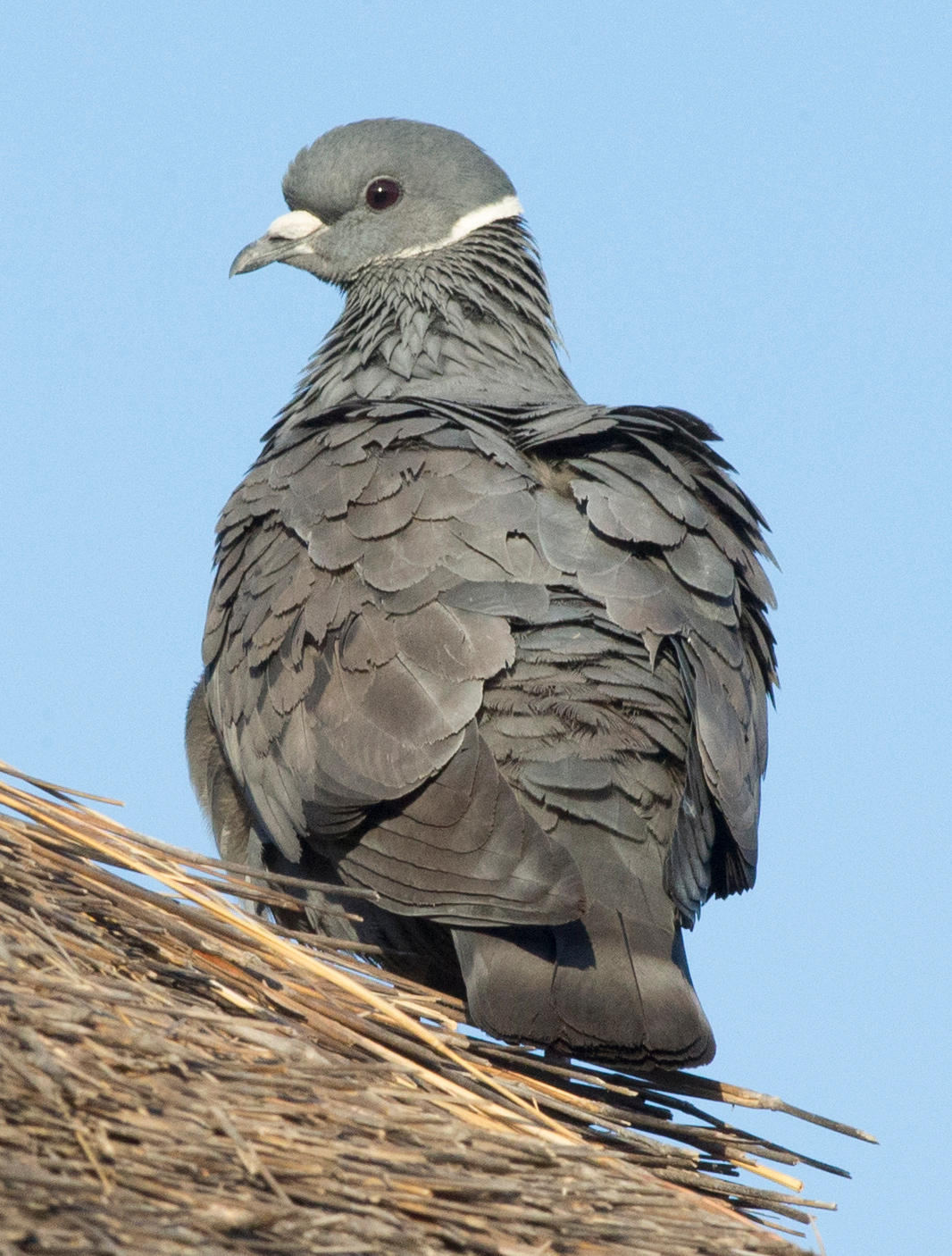
Columba albitorques

De witkraagduif (Columba albitorques) is een vogel uit de familie van duiven (Columbidae).

## Verspreiding en leefgebied
Deze soort komt voor in Ethiopië en Eritrea.